# Tony Doyle (chính khách)
Anthony Kenneth "Tony" Doyle (8 tháng 5 năm 1953 – 23 tháng 12 năm 1994) là một chính khách Úc. Ông là thành viên đảng Lao động cho Peats trong Hội đồng Lập pháp bang New South Wales từ năm 1985 đến năm 1994.
Con trai của Ken và Coralie Doyle, anh được giáo dục tại Ku-ring-gai và sau đó là Đại học New South Wales, nơi ông nhận bằng Cử nhân Nghệ thuật. Ông làm trợ lý pháp lý, trợ lý văn thư tại Ủy ban Phát thanh Truyền hình Úc và là giám đốc điều hành của Tổng Chưởng lý New South Wales. Ông cũng tham gia vào Đảng Lao động, là thư ký của chi nhánh Umina-Ettalong 1977–84.
Năm 1985, Doyle được chọn làm ứng cử viên Lao động cho ghế nhà nước của Peats cho cuộc bầu cử phụ do cái chết của bộ trưởng Paul Landa. Ông đã thành công và giữ ghế dễ dàng vào năm 1988 và 1991. Vào ngày 20 tháng 12 năm 1994, Doyle rời Quốc hội, có hiệu lực ngay lập tức, vì ông bị bệnh nặng sau một trận chiến dài với AIDS. Ông chết ở Umina ba ngày sau đó, ở tuổi 41 và trở thành thành viên thứ hai liên tiếp của Peats đột ngột qua đời trước 50. Tony Doyle chết tại nhà, người bạn đời lâu năm Robert Miles bên cạnh ông. Không có bầu cử phụ nào được tổ chức để thay thế ông do sự gần gũi của bầu cử năm 1995.